# 亞科瓦
46°53′18″N 30°46′8″E / 46.88833°N 30.76889°E
亞科瓦（烏克蘭語：Якова）是位於烏克蘭西南部的村莊，由敖德萨州敖德萨区的多布羅斯拉夫市鎮負責管轄。該村始建於1834年，面積0.38平方公里，海拔高度80米，2001年人口89，人口密度每平方公里234.21人。